# Нова Весь-Пшивідзька
Нова Весь-Пшивідзька (пол. Nowa Wieś Przywidzka, нім. Hochneuendorf) — село в Польщі, у гміні Пшивідз Ґданського повіту Поморського воєводства.
Населення — 395 осіб (2011).
У 1975-1998 роках село належало до Гданського воєводства.

## Демографія
Демографічна структура станом на 31 березня 2011 року:
|          | Загалом | Допрацездатний вік | Працездатний вік | Постпрацездатний вік |
| -------- | ------- | ------------------ | ---------------- | -------------------- |
| Чоловіки | 218     | 56                 | 145              | 17                   |
| Жінки    | 177     | 38                 | 110              | 29                   |
| Разом    | 395     | 94                 | 255              | 46                   |